# Hammerstein (Idar-Oberstein)

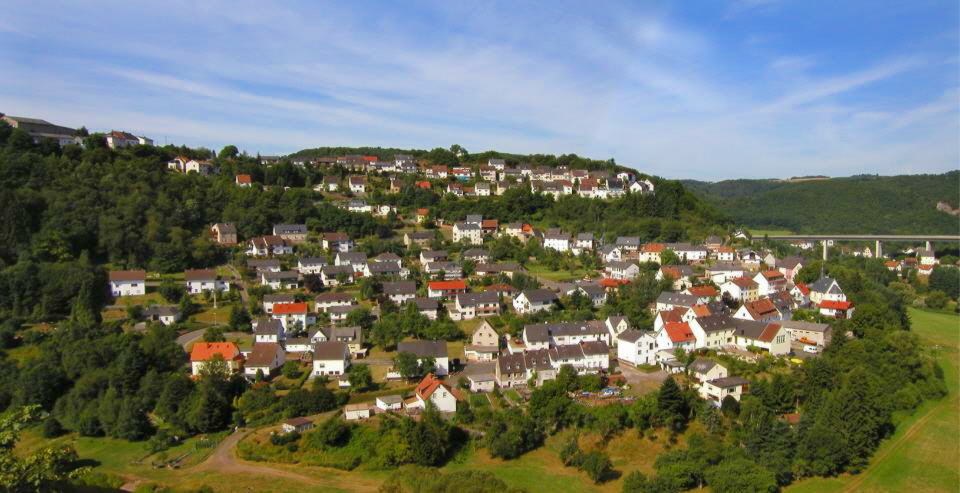
Hammerstein aus Richtung Enzweiler

Hammerstein ist ein Stadtteil der Stadt Idar-Oberstein im rheinland-pfälzischen Landkreis Birkenfeld.

## Geographie
Hammerstein ist der kleinste Stadtteil und liegt südlich der Nahe in einer Schleife des Flusses. Am Ort vorbei führt die Landesstraße L 176, die entlang der Nahe, ca. 3 Kilometer nordöstlich, nach Idar-Oberstein führt und ca. 5 Kilometer südlich nach Frauenberg. Durch die Regiolinie 320 der ORN ist der Ort an den öffentlichen Nahverkehr angebunden. Auf der anderen Seite der Nahe ist eine Bucht: Das Tal erweitert sich, und die Nahe beschreibt dort fast einen Vollkreis. Diese bemerkenswerte Form des Talkessels ist unter dem Namen Meerhafen bekannt. Über dem Ort zieht sich von Ost nach West ein lang gezogener Bergrücken hin, die Hammersteiner Klepp. Ursprünglich ein rein landwirtschaftlich genutztes Gelände, das im Hinterland fast den Ort Frauenberg erreichte, wurde es später zu Bauland umgewidmet.

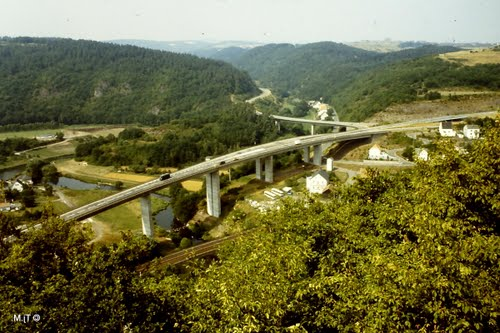
Brücke bei Hammerstein mit Sicht in den Meerhafen

## Wappen
Das Wappen von Hammerstein besteht zu einem Teil aus einem rot-weiß geschachteten Muster, das auf die Herkunft der Grafschaft Sponheim verweist. Der Edelstein sowie der Hammer symbolisieren die beiden früher häufig ansässigen Zunftgruppen der Hammerschmiede sowie Edelsteinschleifer. Die blaue geschwungene Linie symbolisiert den Fluss Nahe, der das Tal durchfließt, in dem Hammerstein liegt. Der genaue Ursprung bzw. Herkunft des Wappens ist nicht bekannt.

## Geschichte

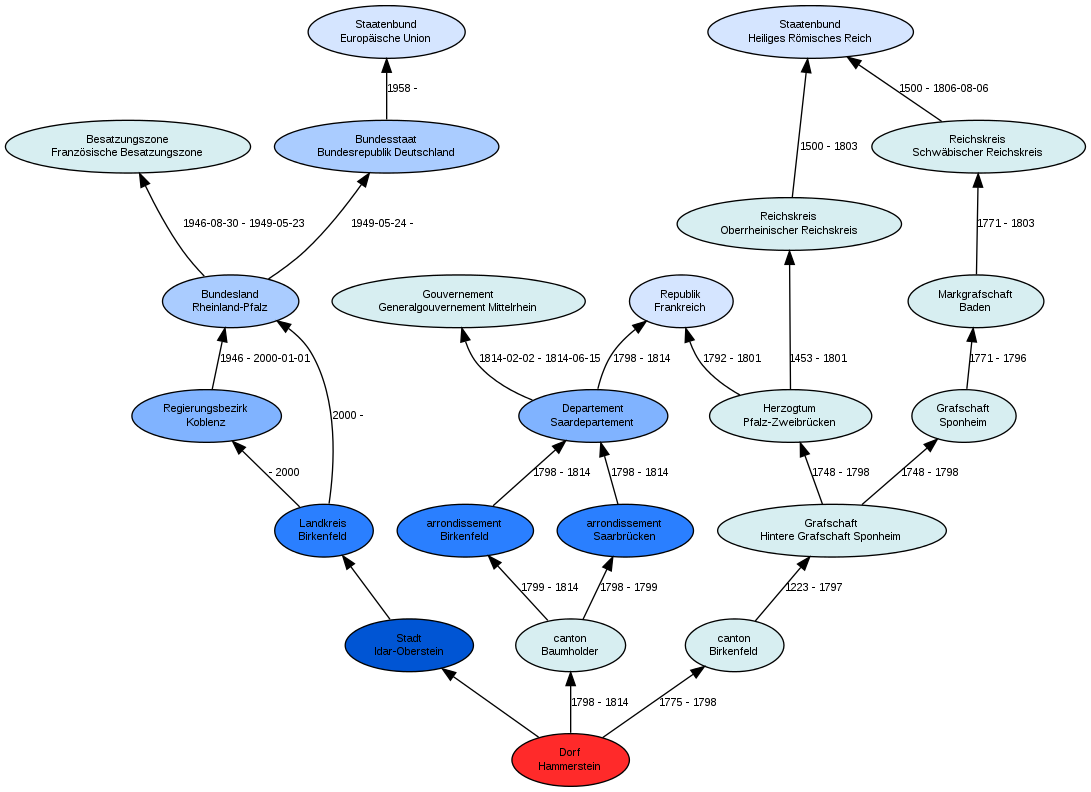
Hammerstein Entwicklung

Hammerstein wurde erstmals im Gültbuch der Grafschaft Sponheim als Hamerzwiller. Schon seit 1269 befand es sich in hintersponheimischem Besitz, als es als Lehen an den Grafen von Schwarzenberg gegeben wurde. Seine Einwohner nannte man früher Hammerschmiede, da sich ein Hammerwerk nebst Gießerei dort befand.
In Hammerstein entwickelte sich eine Tradition von Schwerathletik. Auf den Nahewiesen wurden dreitägige Athletenfeste ausgerichtet.
Es gab zwei Gasthöfe und eine kleine Kirche auf einem Felskopf.

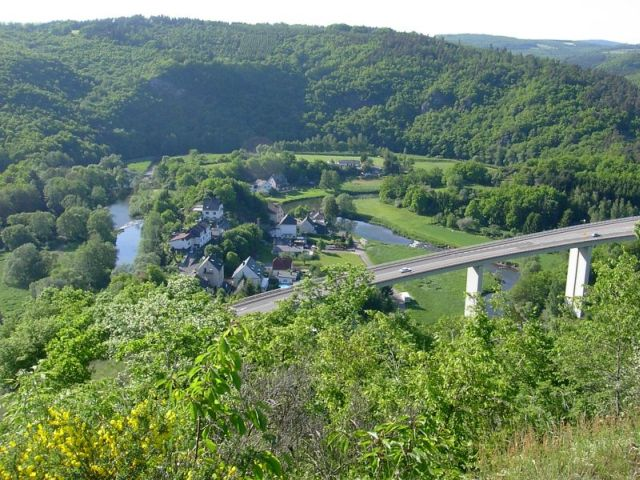
Die Au mit Sicht in den Meerhafen

1816 kam Hammerstein an das Fürstentum Lichtenberg der Herzöge von Sachsen-Coburg und Gotha.
Bäuerlich bis kleinbäuerlich geprägt, war Hammerstein ein Dorf, aus dem viele Einwohner in das nahe gelegene Oberstein in Fabriken zur Arbeit gingen. Die Stadt war mit der RheinNaheBahn nur eine Bahnstation von Oberstein entfernt; durch zwei Tunnel war man in knapp vier Minuten in der Stadt. Mit dem Fuhrwagen oder zu Fuß über die Hasbach und den Homerich war der Weg recht beschwerlich.
1926 wurde Hammerstein an das öffentliche Wassernetz angeschlossen. Die Verbindung führt von Volkersberg nach Hammerstein. Der damals entstandene Weg wird „Mittlerer Weg“ genannt.
Als 1937 der Truppenübungsplatz Baumholder durch die deutsche Wehrmacht eingerichtet wurde, kam Hammerstein verkehrstechnisch in eine Randlage. Wie sich später zeigte, war das kein besonderer Einschnitt.
Gegen Ende des Zweiten Weltkrieges, am 20. März 1945, wurde Hammerstein ohne Kampfhandlung durch die amerikanischen Streitkräfte besetzt. Durch Bomben wurden sieben Häuser beschädigt. Am 18. Oktober 1955 kehrte der letzte Kriegsgefangene in den Ort zurück. Insgesamt hatte das Dorf durch den Zweiten Weltkrieg 52 Vermisste und Gefallene zu beklagen.
In den 1960er Jahren wurde der Truppenübungsplatz an ein großzügig geplantes Straßennetz angebunden. So wurde der Ort an das gesamte Umland angebunden.
Im Rahmen der rheinland-pfälzischen Funktional- und Gebietsreform wurde Hammerstein zusammen mit drei weiteren Gemeinden am 7. Juni 1969 in die Stadt Idar-Oberstein eingemeindet.

## Ortsansässige Vereine
- Verschönerungsverein Hammerstein
- Interessengemeinschaft Hammerstein
- Förderverein der kulturtreibenden Vereine in Hammerstein
- Jugendraum Hammerstein
- MGV gem. Hammerstein / Kinderchor Hammerstein (seit 2016)
- TSG Idar-Oberstein
- Vereinsheim der Sportfischer Idar-Oberstein

## Regelmäßige Veranstaltungen
- Wasserkirmes Hammerstein (am zweiten Wochenende im September)
- Fastnacht im Hammersteiner Bürger- und Kulturhaus
- Brückenfest an den Nahewiesen (entlang des Nahe Radwegs)
- Weihnachtsmarkt
- TSG Sportfest, Sportgelände Meerhafen
- Fischerfest im Meerhafen
- Oktoberfest am Verschönerungsverein
- Federweißerparty im Jugendraum Hammerstein
- Maifest am 1. Mai am Bürger- und Kulturhaus Hammerstein
- Maifeuer an Hexennacht am Verschönerungsverein Hammerstein